# 约翰·双鹰
约翰·双鹰（英語：John Two-Hawks），是一个美国音乐家，也是一个著名的美国本土直笛演奏者。他发行了自己的16张CD唱片和DVD。他能演奏许多乐器。

## 经历
约翰·双鹰曾经和夜愿一起表演《石人》（Stone People）和《圣克里克的玛丽之血》（Creek Mary's Blood）两首歌。其中《石人》是他一个人独唱的，这首歌总体来说是吹奏，期间有伴唱。《圣克里克的玛丽之血》是和塔雅·图伦尼一起演唱的。《圣克里克的玛丽之血》是一首描写侵略者侵略美洲的歌曲。并且，这两首歌都出现在时代终结演唱会中。约翰·双鹰也参加了演出。

## 荣誉
第五十二届格莱美奖，曲目：《Wind Songs — Native American Flute Solos》

## 近况
约翰·双鹰目前生活在阿肯色州的奥索卡山。

## 音乐作品
- Red and Blue Days (2000年)
- Voices （2000年6月）- 和Anne Panther Woman一道演出
- Good Medicine （2001年5月） - 届时出版了一本书
- Traditions （2001年9月） - with Manach (Seamus Byrne)
- Heal （2002年7月）
- Peace on Earth （2003年11月） - 圣诞音乐
- Honor （2004年4月）
- Wild Eagles DVD (2004年) - 为Cedar Lake Nature DVD series的一部分
- Signature Series 2-CD Set （2005年4月）
- How Not To Catch Fish and Other Adventures of Iktomi （2005年6月） - a children's book by Joseph M. Marshall III that comes with a bonus audio CD.
- Beauty Music (2006年) - with Seamus Byrne and Sir Charles Hammer
- Come to the Fire （2006年4月） - has an accompanying book
- Touch the Wind (2006年) - with Bastiaan Pot
- Cedar Dreams （2007年7月）
- Elk Dreamer （2008年5月）
- of dirt and dreams （2008年九月） - as The Badlanders with Van Adams
- Wind Songs (2009年) 2010 Grammy Nominee
- Earth, Fire, Water, Wind (2010年)

## 著作
- Good Medicine（2001年3月）
- How Not To Catch Fish and Other Adventures of Iktomi（2005年6月）- Joseph M. Marshall III创作的儿童书籍，附带一张音乐CD。
- Come to the Fire（2006年4月）
- To Make a Voice（2008年） - Includes bonus audio CD of "Black Cherry Moon" (Single)

## 官方网站
http://www.johntwohawks.com/ （页面存档备份，存于）
1. ↑  .   [2014-06-17]. （原始内容存档于2016-03-05）.
2. ↑  .   [2014-06-17]. （原始内容存档于2021-04-22）.